# Planetary
A Planetary egy, a Wildstorm kiadásában megjelenő amerikai képregénysorozat melynek írója Warren Ellis. A Planetary első előzetese a Gen¹³ (#33) és a C-23 (#6) 1988. szeptemberi számaiban szerepelt és az első számának megjelenési dátumát 1999 áprilisára tűzték ki. Az eredetileg 24 részes sorozatnak tervezett képregény megjelenése azonban 2001-re tolódott Ellis betegsége és a rajzoló, John Cassaday egyéb elkötelezettségei miatt. A sorozat színezését majdnem minden részében Laura Martin végezte.

## Előzmények
A Planetary egy olyan szervezet akik világ titkos történelmét kutatják és magukat a „lehetetlen archeológusainak” nevezik. A szervezetet a titokzatos „negyedik ember” alapította, aki a képregény szerint bárki lehetett Bill Gatestől kezdve Adolf Hitlerig. Maga a szervezet három különleges képességekkel rendelkező ügynökből áll. Ők Jakita Wagner, aki emberfeletti gyorsasággal és testi erővel rendelkezik és szinte sebezhetetlen, a Dobos, aki képes manipulálni a közelében lévő adatokat, leggyakrabban számítógépek és más elektronikus eszközök adatait. A legutoljára csatlakozott ügynök Elijah Show, aki képes bármit megfagyasztani maga körül.
A sorozat a Wildstorm univerzumban játszódik, akárcsak a Stormwatch, a The Authority, a DV8 és a Gen¹³ című sorozatok. Ennek ellenére, néhány kivételtől eltekintve, a Planetary szereplőinek útja ritkán keresztezi a más sorozatokban szereplő hősökét, inkább csak utalnak rájuk adott alkalmakkor.
A Planetary a világot járva különleges jelenségeket kutatnak és vizsgálnak ki, így például szörnyek és más lények felbukkanását, szokatlan régészeti leleteket. A szervezet céljaira és történetére a sorozat folyamán derül fény.

## A sorozat
A sorozat egyik legjellegzetesebb vonása, hogy más, a popkultúrából jól ismert karakterek alternatív verzióit sorakoztatja fel. Így a képregényben megjelenik John Constantine, Superman, Marvel Kapitány, Wonder Woman, a Zöld Lámpás, Nick Fury, az Igazságliga, a Fantasztikus Négyes, és a Hulk. Emellett a sorozatban megjelennek olyan nem szuperhős karakterek is mint Doc Savage, Sherlock Holmes, japán szörnyfilmek és hongkongi akciófilmek szereplői. Ennek köszönhetően a történetek gazdag háttéranyaggal rendelkeznek, hasonlóan Philip José Farmer Wold Newton familysorozatához.
Az olyan klasszikus szereplők mint Holmes „saját magukként” szerepelnek, míg a jelenleg más kiadók által birtokolt karakterek egy módosított, de felismerhető formában. A sorozat alapötlete az volt, hogy a különböző szuperhőstípusokat, ponyvaregények szereplőit, sci-fi hősöket és a tömegmédia egyéb ismert szereplőit egyetlen univerzumba sűrítse.

## Megjelenés gyűjteményben
Planetary Vol. 1: All Over the World and Other Stories – előzetesek és Planetary #1-6 – ISBN 1-5638-9648-6
1. All Over The World
2. Island
3. Dead Gunfighters
4. Strange Harbours
5. The Good Doctor
6. It’s a Strange World

Planetary Vol. 2: The Fourth Man – Planetary #7-12 – ISBN 1-5638-9764-4
1. To Be in England, in the Summertime
2. The Day the Earth Turned Slower
3. Planet Fiction
4. Magic and Loss
5. Cold World
6. Memory Cloud

Planetary Vol. 3: Leaving the Twentieth Century – Planetary #13-18 – ISBN 1-4012-0293-4
1. Century
2. Zero Point
3. Creation Songs
4. Hark
5. Opak-Re
6. The Gun Club

Planetary Vol. 4: Crossing Worlds – három crossover történet – ISBN 1-4012-0279-9
1. Planetary/Authority: Ruling the World
2. Planetary/JLA: Terra Occulta
3. Planetary/Batman: Night on Earth

Absolute Planetary – ISBN 1-4012-0327-2

## Külső hivatkozások
- Planetary Comic Appreciation Page